# Ільїча (Алтайський край)
Ільїча́ (рос. Ильича) — селище у складі Первомайського району Алтайського краю, Росія. Входить до складу Зуділовської сільської ради.

## Населення
Населення — 482 особи (2010; 465 у 2002).
Національний склад (станом на 2002 рік):
- росіяни — 91 %